# Línea B (Pergamino)
La línea B es una línea urbana de la ciudad de Pergamino que une la Terminal de Ómnibus con el Barrio Scalabrini. El boleto común al mes de junio tiene un valor de $21,50 mientras el de jubilados sale $13,50.
La empresa La Nueva Perla, es la única filial en pie de la empresa TAI, que poseía la ex TAIKRÉ, la ex TAISUR (las dos suplantadas por Autobuses Santa Fe), la ex TAINOR (suplantada por Travelsur) y la ex TAILEM (también suplantada por Autobuses Santa Fe). La carrocería de los buses es Tecnoporte de 21 y 36 asientos, carrozados en chasis Iveco y facilitados por la empresa Ivecam representante en Argentina de la marca italiana.

## Recorrido principal
IDA:De Terminal por Vela-Italia-Bv.Liniers-Estrada-Monroe-25 de Mayo-Lavalle-Balboa-Av.Perón-Av.Rocha-Trincavelli-Lorenzo Moreno-Carpani Costa-Av.Rocha-Castelli-Merced-Av.Roca-Rivadavia-Bv.Alsina-Bv.Ugarte-Nicolás Repetto-Bv.Drago-Bv.Scalabrini hasta Champagnat (Hogar Padre Guanella)
REGRESO:De Champagnat y Bv.Scalabrini por Bv.Scalabrini-Irlanda-Sarmiento-El Socorro-Siria-Bv.Paraguay-Chiclana-San Lorenzo-La Plata-Baradero-Tucumán-Antonio Gómez-José Carenzo-Repetto-Bv.Ugarte-Bv.Alsina-Estrada-Lagos-Monteagudo-Av.Roca-9 de Julio-Florida-Bv.Rocha-Av.Perón-Balboa-Lavalle-Urquiza-Bv.Liniers-Monteagudo-Vela hasta Terminal.